# La Gaubretière
La Gaubretière ist eine französische Gemeinde mit 3.223 Einwohnern (Stand: 1. Januar 2022) im Département Vendée in der Region Pays de la Loire. Die Gemeinde gehört zum Arrondissement La Roche-sur-Yon und zum Kanton Mortagne-sur-Sèvre. Die Einwohner werden Gaubretiérois genannt.

## Geografie
Umgeben wird La Gaubretière von den Nachbargemeinden Saint-Martin-des-Tilleuls im Norden, Chanverrie im Osten, Les Herbiers im Süden und Südosten, Beaurepaire im Süden und Südwesten, Bazoges-en-Paillers im Südwesten sowie Les Landes-Genusson im Westen und Nordwesten. Der Fluss Crûme begrenzt die Gemeinde im Norden.
Durch die Gemeinde führt die Autoroute A87.

## Geschichte
Am 27. Februar 1794 befahl der Führer der Republikanertruppen Jean-Baptiste Huché während der Auseinandersetzungen in der königstreuen Vendée die Einwohner von La Gaubretière niederzumetzeln. Die verlässlichen Angaben über die Anzahl der Toten schwanken zwischen 107 und 128.

### Bevölkerungsentwicklung
| Jahr      | 1962 | 1968 | 1975 | 1982 | 1990 | 1999 | 2006 | 2012 |
| Einwohner | 2034 | 2063 | 2196 | 2432 | 2547 | 2571 | 2737 | 2984 |

## Sehenswürdigkeiten

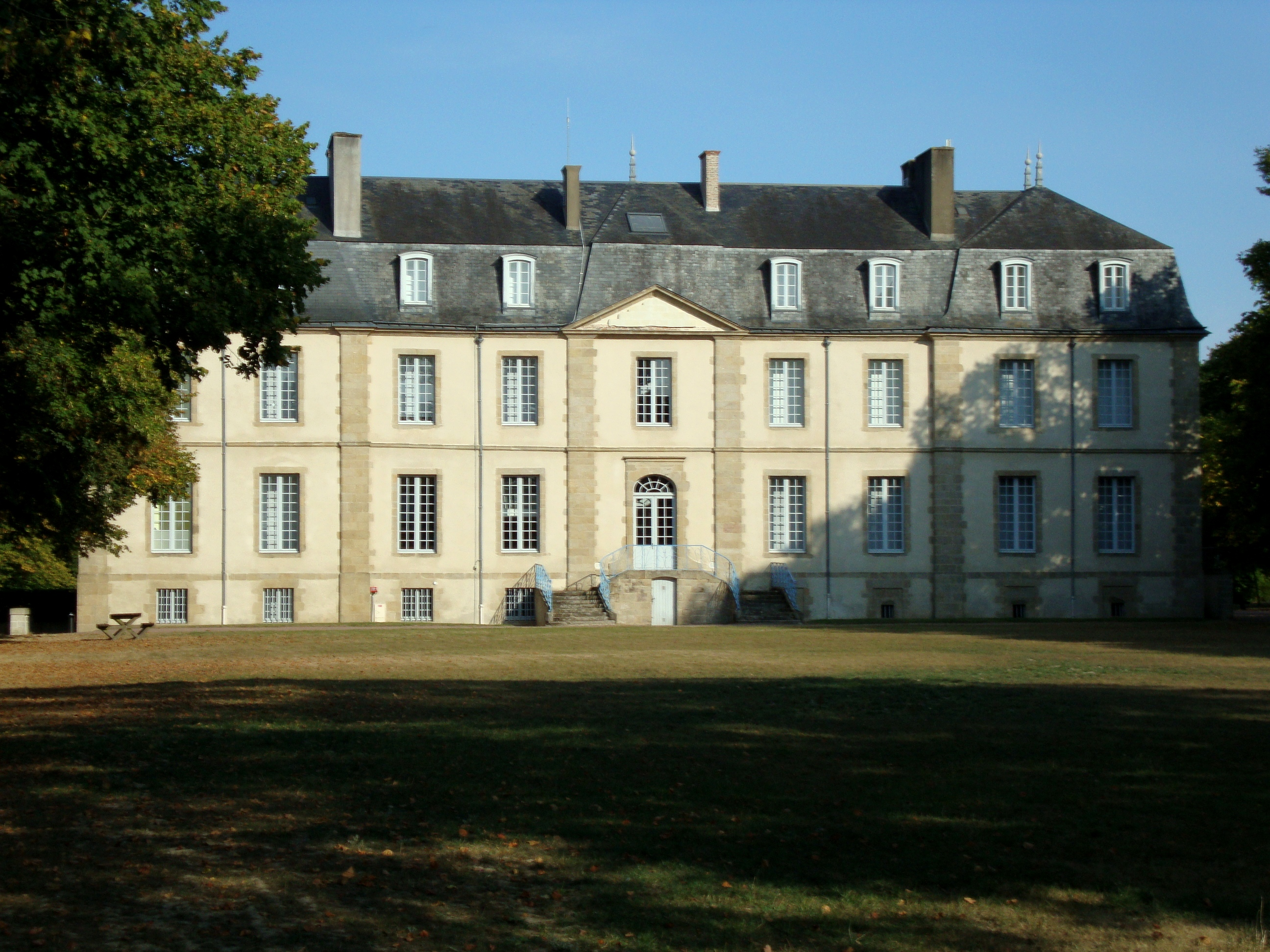
Schloss Landebaudière

- Schloss Landebaudière (Monument historique)

## Persönlichkeiten
- Charles Sapinaud de La Rairie (1760–1829), Militär